# Retorische vraag
Een retorische vraag is een stijlfiguur waarbij een vraag wordt gesteld, waarop de vraagsteller niet per se antwoord verwacht. Het is de bedoeling dat de ontvanger (toehoorder, lezer) zich aangesproken voelt en voor waar aanneemt wat de zender (spreker, schrijver) suggereert of beweert. "Retorisch" is afgeleid van retorica, de kunst van het overtuigen.

## Niet-vragende intonatie
Een retorische vraag heeft de woordvolgorde van een vraag, maar vaak de intonatie van een mededelende zin. De retorische vraag eindigt op schrift doorgaans met een vraagteken, maar de intonatie ervan laat eerder een uitroepteken horen.

## Voorbeelden
- Kaïn: "Ben ik mijn broeders hoeder?" (Genesis 4:9)
- Dominee/priester: "En zijn wij niet allen zondaars?"
- Leraar: "Wie wil later niet goed verdienen?"
- Gefrustreerd persoon: "Wie ziet niet wat ik wil?"
- Ongeduldige reiziger: "Hebben ze hier weleens van op tijd rijden gehoord?"

## Mening met blokkade voor discussie
Een retorische vraag is derhalve eerder een mededeling dan een daadwerkelijke vraag naar informatie. Nog enkele voorbeelden die dit duidelijk maken:
- "Hoe dom kun je zijn?"
- "Dat begrijpt toch iedereen?"

De steller van zulke vragen heeft doorgaans geen behoefte aan discussie over het gevraagde. Met de retorische vraag kan een betoog of dialoog dan ook worden afgesloten of geblokkeerd. Maar, behalve de instemming die de vraagsteller verwacht, is een mogelijke reactie op een retorische vraag: "Hoe bedoel je dat?" Of het gestelde weerleggen. Dan wordt de steller van de retorische vraag aangespoord het punt te verhelderen of onderbouwen, waarop alsnog een discussie kan volgen.

## Variant
De Nederlandse sportjournalist Mart Smeets bezigde als vaste uitdrukking bij het poneren van een stelling een variant die hijzelf beantwoordde: "Mag ik dat zeggen? Ja, dat mag ik zeggen."

## Miscommunicatie
Een retorische vraag kan miscommunicatie opleveren als de toehoorder of lezer de bedoeling ervan ontgaat. Men voelt zich dan niet gemaand om iets te doen of te laten, maar probeert de vraag serieus te interpreteren en beantwoorden. De retorische vraag geeft daarentegen uitdrukking aan een algemeen aanvaard veronderstelde stelling, de vraagsteller zoekt niet naar andere inzichten of meningen. Wat de geadresseerde hiervan vindt, doet niet ter zake en wordt eerder juist afgewezen. Simpel gezegd: in een retorische vraag is het antwoord al verwerkt, nadere communicatie is niet het oogmerk.

## Politiek
Retorische vragen worden onder meer in de politieke discussie vaak gebruikt. Voorbeelden:
- Adolf Hitler in 1939: "Wie herinnert zich vandaag nog de uitroeiing van de Armeniërs?"
- De Nederlandse parlementariër Geert Wilders over de toenmalige minister Vogelaar: "Denkt de minister van Wonen, Wijken en Integratie echt dat ik geloof, dat ze achterstandswijken kan transformeren in trotse en sterke wijken met een likje verf?"
- Cicero in de Catilinarische Redevoeringen: "Hoe lang moeten wij dit nog verdragen?"

## Kinderen
Retorische vragen worden ook gesteld als verkapte opdracht of gebiedende wijs, bijvoorbeeld richting kinderen:
- "Moet dat soms kapot?"
- "Zou je daar niet eens mee ophouden?"
- "Doe je voorzichtig?"
- "Ga je naar boven?"

## Hebreeuws
Onder andere in het Hebreeuws wordt iets vaak als een ontkennende retorische vraag geformuleerd. Dit komt men dan ook vaak tegen in bijbelvertalingen:
- "Heb ik de knechten niet verboden u lastig te vallen?" (Ruth 2:9 NBG)
- "Het overige van de geschiedenis... is dat niet beschreven in het boek van de kronieken...?" (1 Koningen 14:31 NBG)